# De nordiske landes ambassader i Berlin
De nordiske landes ambassader i Berlin (ty.: Nordische Botschaften) er den fælles betegnelse for Danmarks, Sveriges, Norges, Islands og Finlands diplomatiske missioner i Berlin, som har til huse i et fælles bygningskompleks i Rauchstraße i udkanten af Tiergarten i bydelen Mitte. Komplekset, der består af fem ambassadebygninger og Det Fællesnordiske Hus, er tegnet af de østrigsk-finske arkitekter Alfred Berger og Tiina Parkkinen.

## Baggrund
Tanken om en fællesnordisk ambassade i Berlin er gammel, men blev først realiserbar, da Forbundsdagen besluttede, at Berlin atter skulle være landets hovedstad. I 1996 blev der udskrevet en europæisk arkitektkonkurrence for det samlede projekt og fælleshuset. De enkelte lande udskrev derefter konkurrencer om de enkelte ambassadebygninger. Byggeriet startede i maj 1997 og blev indviet 20. oktober 1999 af de fem landes statsoverhoveder. Samlet har byggeriet kostet landene knap 380 mio. kr.

## Byggeriet
Hvert land har sin egen ambassadebygning, som er bygget af materialer fra det pågældende land. Den danske ambassadebygning, der er karakteriseret ved sin åbne glasfacade, er tegnet af arkitektfirmaet 3XNielsen og er med sine 40 medarbejdere Danmarks næststørste diplomatiske mission i udlandet, kun overgået af ambassaden i Washington. Alt interiør i den 2.650 kvm. store ambassadebygning er dansk designet. Byggeomkostningerne androg 40 mio. kr.
Finlands ambassade er udført i lameller af lærketræ samt glas, mens Sveriges er en kombination af glas og kalksten fra Gotland. Islands ambassade, der er den mindste i komplekset, er udført i rødt rhyolit, men mest bemærkelsesværdig er den norske ambassades 900 mio. år gamle granitsten. Stenen, der er 15 meter høj og 120 tons tung, måtte løftes på plads med kran.
Det Fællesnordiske Hus er udført i ahorntræ, beton, glas og svensk marmor og indeholder udover udstillingslokaler en nordisk restaurant og en foredragssal. Fælleshuset er åbent for offentligheden. Hele komplekset omsluttes af et markant lamelbånd i kobber. Båndet skal symbolisere, at de nordiske lande har meget til fælles, men at de er selvstændige suveræne stater. 